# Rosie Perez
Pour les articles homonymes, voir Perez.
Rosie Perez est une actrice, productrice et réalisatrice américaine, née le 6 septembre 1964 à  Brooklyn (New York).

## Biographie
Rozie Perez est née le 6 septembre 1964, à Brooklyn, New York.
Ses parents sont Ismael Serrano et Lydia Pérez (1939 - 1999) et originaires de Porto Rico. Elle a 10 demi-frères et sœurs, du côté de sa mère.

### Vie privée
Elle a été mariée à Seth Zvi Rosenfeld de 1999 à 2001.
Depuis 2013, elle est remariée à Eric Haze.

## Carrière
Lorsqu'elle a 19 ans, elle est remarquée par le réalisateur américain Spike Lee en participant à l'émission américaine Soul Train, présentée par Don Cornelius où elle fit une démonstration de danse.
En 1989, elle joue le personnage de Tina, la petite amie de Mookie, dans Do The Right Thing  de Spike Lee.
En 1994, elle est nommée à l'Oscar de la meilleure actrice dans un second rôle pour son rôle dans État second. C'est finalement Anna Paquin qui décroche la statuette.

## Filmographie

### Cinéma

#### Longs métrages
- 1989 : Do the Right Thing de Spike Lee : Tina
- 1991 : Night on Earth de Jim Jarmusch : Angela
- 1992 : Les Blancs ne savent pas sauter (White Men Can't Jump) de Ron Shelton : Gloria Clemente
- 1993 : Cœur sauvage (Untamed Heart) de Tony Bill : Cindy
- 1993 : État second (Fearless) de Peter Weir : Carla Rodrigo
- 1994 : Milliardaire malgré lui (It Could Happen to You) d'Andrew Bergman : Muriel Lang
- 1994 : Somebody to Love d'Alexandre Rockwell : Mercedes
- 1997 : A Brother's Kiss de Seth Zvi Rosenfeld : Debbie
- 1997 : Perdita Durango d'Alex de la Iglesia : Perdita Durango
- 1999 : The 24 Hour Woman de Nancy Savoca : Grace Santos
- 2000 : La Route d'Eldorado (The Road to El Dorado) d'Eric Bergeron : Chel (voix)
- 2000 : King of the Jungle (en) de Seth Zvi Rosenfeld : Joanne
- 2001 : Human Nature de Michel Gondry : Louise
- 2001 : Écarts de conduite (Riding in Cars with Boys) de Penny Marshall : Shirley Perro
- 2005 : Les Enfants invisibles (All the Invisible Children) de Spike Lee : Ruthie (segment Jesus Children of America)
- 2006 : Just Like the Son de Morgan J. Freeman : Mme Ponders
- 2007 : The Take de Brad Furman : Adell Baldwin
- 2008 : Délire Express (Pineapple Express) de David Gordon Green : Carol Brazier
- 2010 : Very Bad Cops d'Adam McKay : elle-même
- 2010 : Pete Smalls Is Dead d'Alexandre Rockwell : Julia
- 2012 : De leurs propres ailes (Won't Back Down) de Daniel Barnz : Brenna Harper
- 2012 : Small Apartments de Jonas Åkerlund : Mme Baker
- 2013 : Cartel (The Counselor) de Ridley Scott : Rosie
- 2013 : Gods Behaving Badly de Marc Turtletaub : Perséphone
- 2014 : Fugly ! d'Alfredo Rodriguez de Villa : Zowie
- 2014 : The Hero of Color City de Frank Gladstone : Red (voix)
- 2015 : Des Portoricains à Paris (Puerto Ricans in Paris) d'Ian Edelman : Gloria
- 2015 : Pitch Perfect 2 d'Elizabeth Banks : L'hôtesse
- 2015 : Five Nights in Maine de Maris Curran : Ann
- 2017 : Active Adults d'Aaron Fisher-Cohen : Zoe
- 2019 : The Dead Don't Die de Jim Jarmusch : Posie Juarez
- 2019 : Inside the Rain d'Aaron Fisher : Dr Holloway
- 2020 : Sa dernière volonté (The Last Thing He Wanted) de Dee Rees : Alma Guerrero
- 2020 : Birds of Prey de Cathy Yan : Renee Montoya
- 2021 : Clifford (Clifford the Big Red Dog) de Walt Becker : Lucille

#### Courts métrages
- 2003 : From the 104th Floor de Sergey Basin : La narratrice (voix)
- 2004 : Exactly de Lisa Leone : Angela

#### Séries télévisées
- 1990 : 21 Jump Street : Rosie Martinez
- 1990 - 1991 : WIOU : Lucy Hernandez
- 1995 / 1997 / 2000 : Et ils eurent beaucoup d'enfants (Happily Ever After : Fairy Tales for Every Child) : La sorcière / Thumbelina / Robinita Hood (voix)
- 1995 / 2004 : Frasier : Francesca / Lizbeth
- 1999 : Bill Junior (Little Bill) : Valencia
- 2002 : Braquage au féminin (Widows) : Linda
- 2005 - 2011 : Go Diego ! (Go, Diego, Go!) : Click (voix)
- 2008 - 2009 : Lipstick Jungle : Les Reines de Manhattan (Lipstick Jungle) : Dahlia Morales
- 2009 : New York, unité spéciale (Law and Order : Special Victims Unit) : Eva Santiago (saison 11, épisode 5)
- 2010 : Dora l'exploratrice (Dora the Explorer) : La Bruja (voix)
- 2012 : Nurse Jackie : Jules
- 2012 : Ça bulle ! (Fish Hooks) : Chichelsea Chihuahua (voix)
- 2012 : Falcón : Madeleine Flowers
- 2012 - 2013 : The Cleveland Show : Choni (voix)
- 2014 - 2017 : Penn Zero : Héros à mi-temps (Penn Zero : Part-Time Hero) : Tante Rose (voix)
- 2016 : Search Party : Lorraine De Cross
- 2017 : Pure : Phoebe O'Reilly
- 2017 : Nightcap : Elle-même
- 2017 - 2019 : Elena d'Avalor (Elena of Avalor) : Dulce (voix)
- 2017 - 2019 : Bounty Hunters : Nina Morales
- 2018 : Rise : Tracey Wolfe
- 2019 : High Maintenance : Adriana
- 2019 : Nola Darling n'en fait qu'à sa tête (She's Gotta Have It) : Doña Lucy Christina
- 2020 - 2022 : The Flight Attendant : Megan Briscoe
- 2021 : Maya and the Three : Cipactli (voix)
- 2022 : Les Green à Big City (Big City Greens) : Mme Torres (voix)
- 2022 : Now and Then : Flora Neruda
- 2022 - 2023 : Human Resources : Petra (voix)
- 2023 : Your Honor : Olivia Delmont

#### Téléfilms
- 1990 : Innocent coupable (Criminal Justice) d'Andy Wolk : Denise Moore
- 1997 : SUBWAYStories : Tales from the Underground d'Abel Ferrara : La femme
- 2004 : Copshop d'Anita W. Addison et Joe Cacaci : Heaven
- 2005 : Lackawanna Blues de George C. Wolfe : Bertha
- 2010 : Le Secret d'Eva (Lies in Plain Sight) de Patricia Cardoso : Marisol Reyes

### Productrice
- 1997 : SUBWAYStories: Tales from the Underground (en)' (TV)
- 1999 : The 24 Hour Woman
- 2006 : Yo soy Boricua, pa'que tu lo sepas!

### Réalisatrice
- 2006 : Yo soy Boricua, pa'que tu lo sepas!

## Voix françaises
| - Chantal Baroin dans : - Cartel - Sa dernière volonté - Laurence Crouzet dans : - Birds of Prey - The Flight Attendant | et aussi - Virginie Ledieu dans Les Blancs ne savent pas sauter - Kelvine Dumour dans Milliardaire malgré lui - Marie Vincent dans Perdita Durango - Dorothée Jemma dans État second - Michèle Buzynski dans Human Nature - Isabelle Leprince dans Délire Express - Nathalie Spitzer dans The Dead Don't Die - Julie Dumas dans Le Secret d'Eva - Victoria Abril / Barbara Beretta dans La Route d'Eldorado (voix) - Patricia Legrand dans Go Diego ! (voix) |